# Kasteel Cēsis
Het Kasteel Cēsis (Duits: Wenden) is een kasteel in Cēsis in Letland. De ruïnes van dit kasteel behorend tot de meest indrukwekkende van de Baltische staten. Eertijds het belangrijkste kasteel van de Lijflandse Orde, was het de officiële residentie van de grootmeesters van deze orde. Het werd gedeeltelijk verwoest gedurende de Grote Noordse Oorlog.

## Geschiedenis

### Middeleeuwen tot Nieuwe Tijd

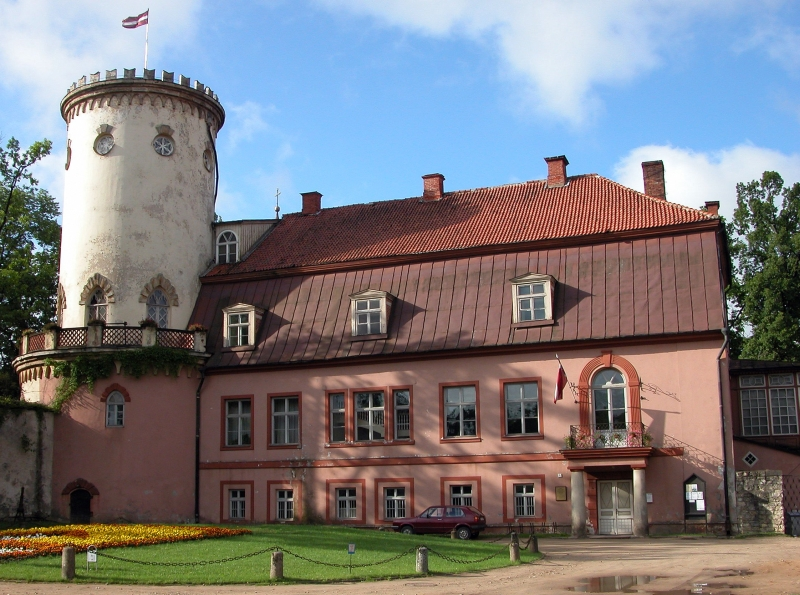
Het Nieuwe Kasteel (landhuis van graaf Sievers) waarin zich het Historisch Museum van Cēsis bevindt.

Duitse kruisvaarders, die bekend stonden als de Orde van de Zwaardbroeders, begonnen met de constructie van het kasteel (Wenden) in de buurt van het heuvelfort in 1209. Nadat het kasteel was uitgebreid en versterkt, diende het van 1237 tot 1561, met periodieke onderbrekingen, als residentie van de grootmeester van de orde. In 1577 vernietigde het garnizoen tijdens de Lijflandse Oorlog het kasteel om te voorkomen dat het in handen zou vallen van Ivan IV van Rusland, die beslissend verslagen werd in de slag bij Wenden (1578).
In 1598 werd het geïncorporeerd in het Pools-Litouwse Gemenebest en het woiwodschap Wenden werd hier opgericht. In 1620 werd Wenden door Zweden veroverd. Het werd herbouwd maar opnieuw verwoest in 1703 door het Russische leger in de Grote Noordse Oorlog en in ruïnes achtergelaten. Reeds op het eind van de 16e eeuw werd het terrein van het kasteel aangepast aan de vereisten van het goed van het kasteel Cēsis. In 1777 werd het kasteelgoed verworven door graaf Carl Sievers en hij liet zijn nieuwe residentiehuis bouwen op de plaats van het oostelijke dele van het kasteel waarbij de achterste muur van zijn huis aansloot op de verdedigingstoren.

### Recente geschiedenis

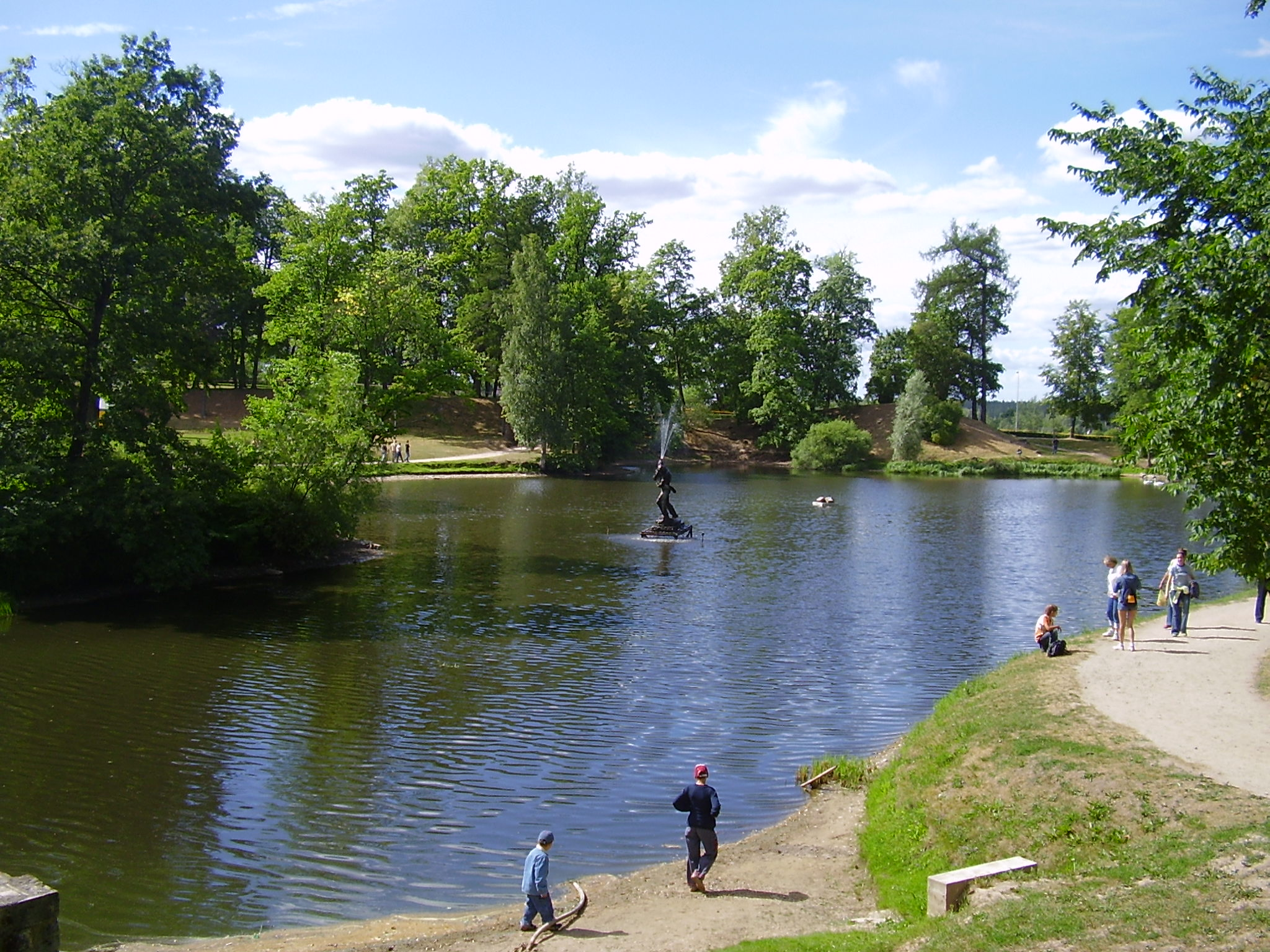
Het kasteelpark.

Sinds 1949 bevindt het Historisch Museum van Cēsis zich in het Nieuwe Kasteel op het goed van het kasteel Cēsis. De voortuin van het Nieuwe Kasteel is omsloten door een graanschuur en een koetsstal, dat nu onderdak biedt aan de tentoonstellingshal van het museum. Naast de graanschuur ligt de oudste brouwerij in Letland, Cēsu Alus darītava, dewelke in 1878 werd opgetrokken door een nakomeling van graaf Sievers, maar waarvan de oorsprong teruggaat tot de tijd van de Lijflandse Orde. Het kasteelpark werd aangelegd in 1812 en heeft de romantische karakteristieken van die tijd, met kronkelende voetpaden, exotische planten, en de reflectie van de kasteelruïne in het water van de vijver. Een van de torens van het oude kasteel is ook voor het publiek opengesteld.

## In literatuur
Kasteel Cēsis is een element dat wordt gebruikt in verscheidene Oost-Europese literaire werken, waaronder Alexander Bestuzhev zijn kortverhaal "Kasteel Wenden" (Wenden is de Duitse naam voor Cēsis). In dit verhaal tracht Bestuzhev een gotisch verhaal te creëren dat vermoedelijk ook diende als deels politieke commentaar op de staat van de Russische politiek, omwille van zijn connecties met de Decembristen. In het verhaal speelt het kasteel een centrale rol als achtergrond voor een gefictionaliseerd verslag van de dood van Wenno, de eerste grootmeester van de Lijflandse Orde, hetgeen ene historische gebeurtenis is die nog steeds voer voor debat is onder mediëvisten. Het verhaal is geschreven in de gotische traditie van The Castle of Otranto, maar legt ook verbanden met Ruslands geschiedenis in Letland.